# Teatro Pereda
El Teatro Pereda fue un emblemático teatro de la ciudad de Santander (Cantabria), inaugurado en 1919 y demolido en 1966. Fue el sucesor del Teatro Principal (que desapareció tras el incendio de 1915) y el antecesor del Palacio de Festivales, de 1990.

## Historia

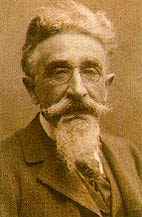
José María de Pereda, escritor cántabro fallecido en 1906 del que tomó su nombre el teatro.

A principios del siglo XX, Santander contaba con un teatro, el Principal, así como varias salas de variedades, teatrillos y cafés donde se representaban diferentes artes escénicas, espectáculos de variedades y musicales. También hubo otro teatro de corta existencia, el Apolo.
En 1915 el Teatro Principal queda destruido por un incendio, con lo que en la ciudad queda el Salón Pradera (situado en el antiguo solar del Castillo de San Felipe y donde hoy está el Edificio del Banco de España), inadecuado para las funciones de teatro. Por esta razón, un año más tarde del incendio del Principal, surge la idea de construir un nuevo teatro en la ciudad.
El 1 de julio de 1919, financiado por Manuel Herrera Oria, se inaugura el nuevo teatro con una representación de El Alcalde de Zalamea. El Teatro Pereda estaba ubicado en la calle Santa Lucía, al final de la calle del Martillo, actual Marcelino Sanz de Sautuola, siendo obra del arquitecto cántabro Eloy Martínez del Valle. El edificio respondía en su configuración exterior a los rasgos historicistas propios de la época, con tres grandes arcadas centrales de acceso que venían a resaltar la monumentalidad de la fachada principal. Sobre la referida arquería se alzaban tres plantas con sus correspondientes balconadas, resueltas en piedra y forja. El último piso estaba rematado con una serie de columnas esculpidas sobre el propio frontispicio, encauzadas en su conjunto, a envolver cada uno de los miradores, a excepción del balcón central, enmarcado por dos escultóricas cariátides. La fachada lateral, correspondiente a la calle del Río de la Pila, se encontraba retranqueada con respecto a la principal en una planta menos. En cuanto a la resolución interior, Martínez del Valle tomó como modelo el Teatro de la Zarzuela de Madrid. La edificación santanderina constaba de alumbrado eléctrico y patio de butacas en forma de herradura clásica, al que sumar en altura cinco órdenes de palcos. Los decorados fueron obra del propio arquitecto, mientras que las paredes del vestíbulo así como el techo principal, estaban engalanadas con pinturas relacionadas con distintas temáticas mitológicas realizadas por Gerardo de Alvear, desgraciadamente hoy también desaparecidas. El aforo alcanzaba las 1700 localidades, 600 sentadas en el patio de butacas, 310 en el anfiteatro y 700 en lo que se denominaba el Paraíso (accesible directamente desde el exterior, sito en la calle del Río de la Pila), a las que sumar el palco real, encaminado a resolver la presencia de Alfonso XII durante los veranos regios, y que también contaba con acceso independiente. Los 21 camerinos de que constaba el teatro estaban repartidos en tres pisos.
El Teatro Pereda fue el centro de la vida cultural santanderina durante casi medio siglo, los 47 años que transitan entre su inauguración en 1919 y su derribo, acaecido el 31 de agosto de 1966, siendo alcalde de la ciudad Manuel González-Mesones. Por su escenario, dotado de muy buena acústica, desfilaron los principales artistas de la época, como Conchita Piquer, Juanito Valderrama, Lola Flores, Marifé de Triana, Juanita Reina, Antonio Machín o Pedro Lavirgen entre otros, y fue protagonista de las temporadas anuales de teatro y zarzuela en la capital cántabra. También fue plató de conciertos y de actuaciones de circo, e incluso se llegó a proyectar cine. Durante su último año de vida fue escenario de algunas actuaciones del Festival Internacional de Santander, descongestionando la cercana Plaza Porticada, por entonces el marco habitual de su desarrollo. 
Tras la inexplicable demolición del teatro, vendido a una empresa constructora por sus propietarios (la empresa Marsall-Calzada), su solar está hoy en día ocupado por un infame edificio de viviendas, cuya sola contemplación, multiplica la dimensión trágica que supuso el derribo, un duro golpe para el patrimonio artístico de la ciudad de Santander, de por sí ya seriamente dañado con el incendio que había asolado gran parte de la villa en 1941.